# Giacomo Antonio Colli
Giacomo Antonio Colli (Casale Monferrato, 16 agosto 1811 – Roma, 1º novembre 1872) è stato un vescovo cattolico italiano.

## Biografia
Nacque a Casale Monferrato il 16 agosto 1811 e fu ordinato sacerdote il 19 dicembre 1835.
Fu nominato vescovo di Alessandria il 27 marzo 1867 da papa Pio IX e consacrato il 9 giugno seguente, nella basilica di San Gaudenzio a Novara, da Giacomo Filippo Gentile vescovo della stessa città, insieme a Pietro Maria Ferrè, vescovo di Casale, e Giacomo Giuseppe Jans, vescovo di Aosta, in qualità di co-consacranti.
Durante il Concilio Vaticano I fu uno dei 224 padri conciliari.
Morì di "febbre terzana" il 1º novembre 1872 a Roma. Il successivo 13 novembre vennero celebrati nella cattedrale di Alessandria i funerali solenni.

## Genealogia episcopale
La genealogia episcopale è:
- Cardinale Scipione Rebiba
- Cardinale Giulio Antonio Santori
- Cardinale Girolamo Bernerio, O.P.
- Arcivescovo Gian Galeazzo Sanvitale
- Cardinale Ludovico Ludovisi
- Cardinale Luigi Caetani
- Cardinale Ulderico Carpegna
- Cardinale Paluzzo Paluzzi Altieri degli Albertoni
- Papa Benedetto XIII
- Papa Benedetto XIV
- Papa Clemente XIII
- Cardinale Enrico Benedetto Stuart
- Cardinale Francesco Bertazzoli
- Cardinale Placido Maria Tadini
- Vescovo Giacomo Filippo Gentile
- Vescovo Giacomo Antonio Colli